# Vikingskipet
El Vikingskipet (que en noruego quiere decir: Barco Vikingo) es un estadio cubierto en Hamar, Noruega. Fue construido como la pista de patinaje de velocidad para los Juegos Olímpicos de Invierno de 1994, y desde entonces ha recibido eventos y torneos de speedway, fútbol, bandy, carreras de velocidad de hielo en trineo, disco de vuelo y ciclismo de pista. La arena también se utiliza para conciertos, ferias y la fiesta anual The Gathering. El lugar es propiedad de la municipalidad de Hamar, y junto con el Anfiteatro Olímpico de Hamar está a cargo del Hamar Olympiske Anlegg.